# Mpox
Mpox (/ˈɛmpɒks/, EM-poks; cunoscut anterior sub denumirea de variola maimuței sau în engleză Monkeypox) este o boală virală infecțioasă care poate afecta atât oamenii, cât și alte animale. Simptomele includ erupții cutanate care evoluează de la vezicule la cruste, febră și ganglioni limfatici umflați. De obicei, boala este ușoară, iar majoritatea persoanelor infectate se recuperează în câteva săptămâni fără tratament. Perioada de incubație (timpul dintre expunere și apariția simptomelor) variază între 3 și 17 zile, iar simptomele durează de obicei între 2 și 4 săptămâni. Totuși, formele severe pot apărea la copii, femei însărcinate și persoane cu sisteme imunitare compromise.
Boala este cauzată de virusul mpox, un virus zoonotic din genul Orthopoxvirus⁠(d). Virusul variolei (care cauzează variola) aparține și acestui gen. Transmiterea interumană se realizează prin contact direct cu pielea infectată sau fluidele corporale, inclusiv prin contact sexual. Persoanele infectate rămân contagioase de la debutul simptomelor până când leziunile sunt prezintă cruste și sunt vindecate. Virusul poate fi transmis și de la animale infectate prin manipularea cărnii infectate, mușcături sau zgârieturi. Diagnosticul se confirmă prin testarea PCR a ADN-ului viral prelevat dintr-o leziune.
Vaccinarea este recomandată pentru persoanele cu risc crescut de infectare. Deși nu există un vaccin specific pentru mpox, vaccinurile împotriva variolei s-au dovedit eficiente. Nu există tratament specific pentru mpox, astfel încât gestionarea simptomelor și prevenirea complicațiilor sunt prioritare. Tecovirimatul⁠(d), un antiviral, poate fi utilizat, deși eficacitatea sa împotriva mpox nu a fost pe deplin confirmată.
Mpox este endemic în Africa Centrală și de Vest, unde mai multe specii de mamifere sunt suspectate ca rezervoare natural ale virusului. Primele cazuri umane au fost identificate în 1970 în Basankusu, Republica Democrată Congo. De atunci, frecvența și severitatea focarelor au crescut, probabil din cauza scăderii imunității după încetarea vaccinării antivariolice de rutină.
O epidemie globală a cladei II în perioada 2022-2023 a marcat prima transmitere comunitară pe scară largă în afara Africii. În iulie 2022, Organizația Mondială a Sănătății (OMS) a declarat focarul o urgență de sănătate publică de interes internațional (PHEIC). OMS a retras acest statut în mai 2023, subliniind rolul vaccinării și informării publice în controlul focarului.
În 2023, o nouă variantă a cladei I (denumită clada Ib) a provocat o epidemie în Republica Democrată Congo. Din august 2024, aceasta s-a răspândit în mai multe țări africane, ridicând îngrijorări privind adaptarea virusului pentru transmitere susținută între oameni. La 14 august 2024, OMS a declarat acest focar o PHEIC.

## Nomenclatură
Denumirea „variola maimuței” provine din momentul în care boala a fost descoperită inițial la maimuțele de laborator. Totuși, acest termen a fost ulterior criticat, deoarece maimuțele nu sunt principala gazdă a virusului, și a fost considerat stigmatizant pentru regiunile africane. În noiembrie 2022, OMS a adoptat termenul „mpox” și a recomandat utilizarea acestuia.
În august 2022, subtipurile virusului au fost redenumite pentru a elimina referințele geografice. Clada cunoscută anterior ca „Bazinul Congo (Africa Centrală)” a fost redenumită clada I, iar clada cunoscută anterior ca „Africa de Vest” a devenit clada II.

## Semne și simptome

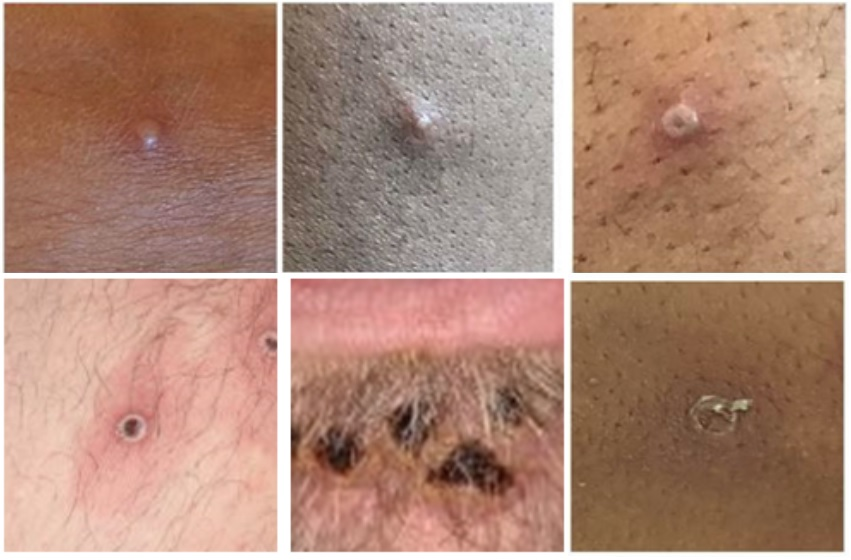
Etapele de dezvoltare a leziunilor mpox

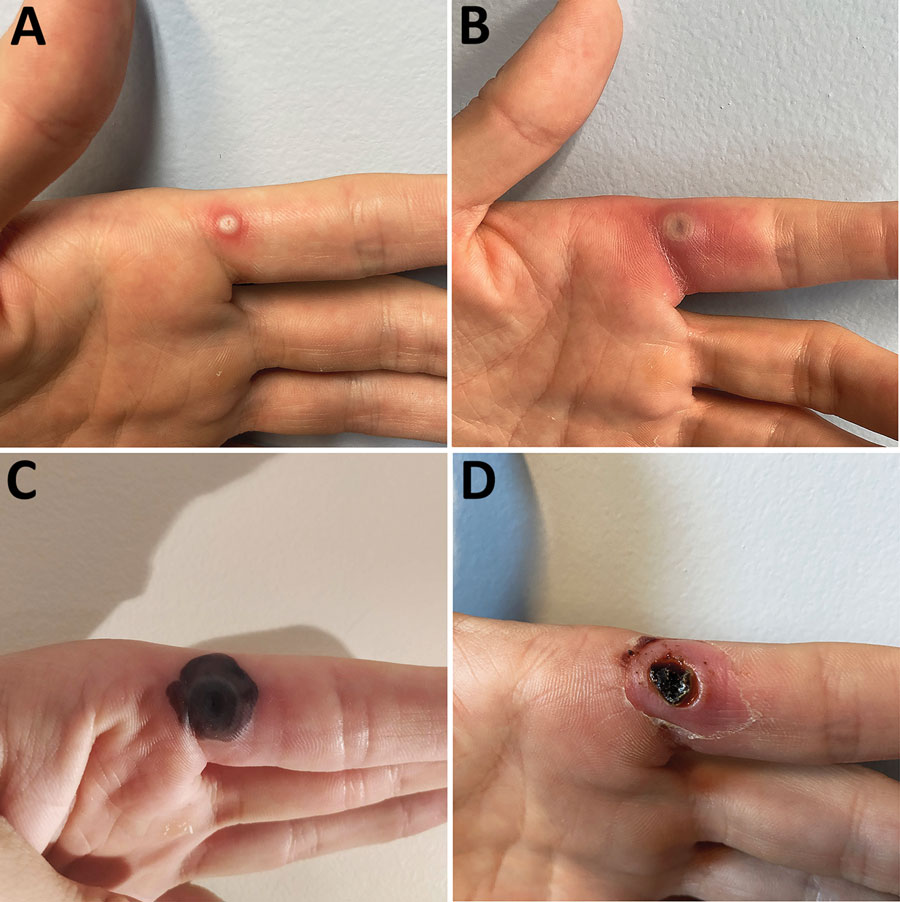
Progresia mpox după rănirea cu acul de la o pustulă

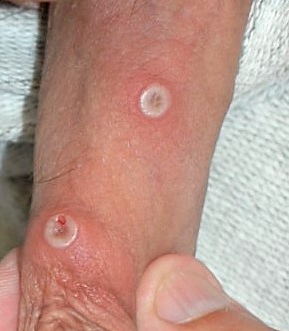
Leziuni Mpox pe un penis

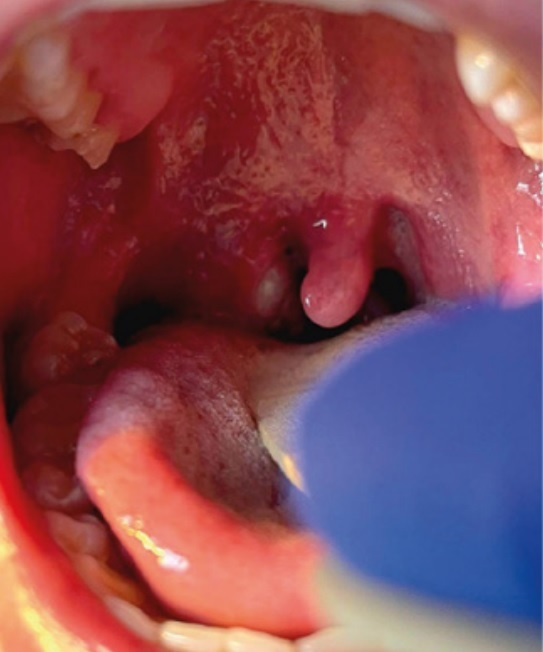
Extindere amigdaliană dreaptă cu o leziune pustuloasă suprapusă în timpul focarului din 2022.

Simptomele inițiale ale infecției cu mpox includ febra, durerile musculare, durerile în gât, urmate de erupții cutanate pruriginoase sau dureroase, dureri de cap, ganglioni limfatici umflați și oboseală. Totuși, nu toți pacienții prezintă toate simptomele.
Majoritatea pacienților dezvoltă simptome la 4–11 zile după infectare, dar perioada de incubație poate fi uneori mai scurtă, de doar o zi. În cadrul epidemiei din 2022-2023 s-au observat și cazuri cu perioade de incubație de până la 4 săptămâni, cu 5% dintre pacienți manifestând simptome după cele 21 de zile considerate tipice.
Erupția cutanată apare sub forma unor leziuni mici, care pot apărea pe palme, tălpi, față, gură, gât, organe genitale sau anus. Acestea încep ca pete plate, se transformă în umflături, apoi în vezicule umplute cu lichid care ulterior se sparg și se acoperă cu cruste, persistând aproximativ zece zile. În cazuri rare, leziunile pot deveni necrotice, necesitând tratamente suplimentare și mai mult timp pentru vindecare.
Unii pacienți pot avea doar o leziune, în timp ce alții pot prezenta sute. Este posibilă infectarea cu mpox fără simptome vizibile. Simptomele durează de obicei între 2 și 4 săptămâni, dar pot persista mai mult în cazuri de imunodeficiență.

### Complicații
Complicațiile posibile includ infecții secundare, pneumonie, septicemie, encefalită și pierderea vederii în în caz de infecție corneeană. Persoanele cu sisteme imunitare compromise din cauza unor afecțiuni medicale sau medicamente, inclusiv cei cu HIV, prezintă un risc crescut de boală severă. Infecția în timpul sarcinii poate cauza complicații severe, inclusiv nașterea mortală.

### Rezultat
În lipsa complicațiilor, mpox nu lasă de obicei sechelele; crustele lăsate de leziuni pot lăsa urme palide care se transformă în cicatrici mai închise la culoare odată cu vindecarea.

### Decese
În trecut, rata de mortalitate a variat între 1% și 10%, clada I fiind considerată mai severă decât clada II. Epidemia globală din 2022–2023, cauzată de clada IIb, a avut o rată de mortalitate scăzută, estimată la 0,16%, decesele înregistrate fiind în principal la persoane imunocompromise. În schimb, focarul din aprilie 2024 din Republica Democrată Congo, cauzat de clada I, a avut o rată de mortalitate de 4,9%.
Această variație se datorează:
1. Diferențelor de virulență între cladele I și II.[33]
2. Raportării insuficiente a cazurilor ușoare sau asimptomatice în zonele endemice din Africa, unde infrastructura medicală este limitată.[34]
3. Evoluțiiei virusului pentru a provoca forme mai ușoare la om.[35]
4. Îmbunătățirii stării de sănătate și a accesului la asistență medicală în populațiile afectate de epidemia globală.[29]

### La alte animale
Se crede că mamiferele mici sunt rezervoare ale virusului în regiunile endemice. Virusul se poate răspândi între animale pe cale fecal–orală, prin răni și prin consumul de carne infectată. Mpox a fost observat și la alte specii, inclusiv maimuțe, furnicari, arici, câini de preerie, veverițe și șoareci. Studiile asupra simptomelor la animale sunt încă în desfășurare.
Au fost semnalate cazuri de infecție la animale în afara Africii; în epidemia din 2003 din SUA, câinii de prerie (Cynomys ludovicianus) au contractat mpox și au prezentat febră, tuse, dureri oculare, pierderea apetitului și erupții cutanate. Un caz de infecție la un câine domestic (Canis familiaris) a fost documentat, cu manifestări de leziuni și ulcerații.

## Cauza
Mpox este cauzat de infecția cu virusul variolei maimuței, un virus ADN dublu-catenar din genul Orthopoxvirus⁠(d), familia Poxviridae, fiind înrudit cu virusurile variolei umane, variola taurinelor și vaccinia⁠(d). 

Virusul are două clade majore: clada I și clada II. În aprilie 2024, clada I a fost împărțită în subcladele Ia și Ib, iar clada II în subcladele IIa și IIb. Se estimează că clada I provoacă o formă mai gravă a bolii și o mortalitate mai ridicată decât clada II.

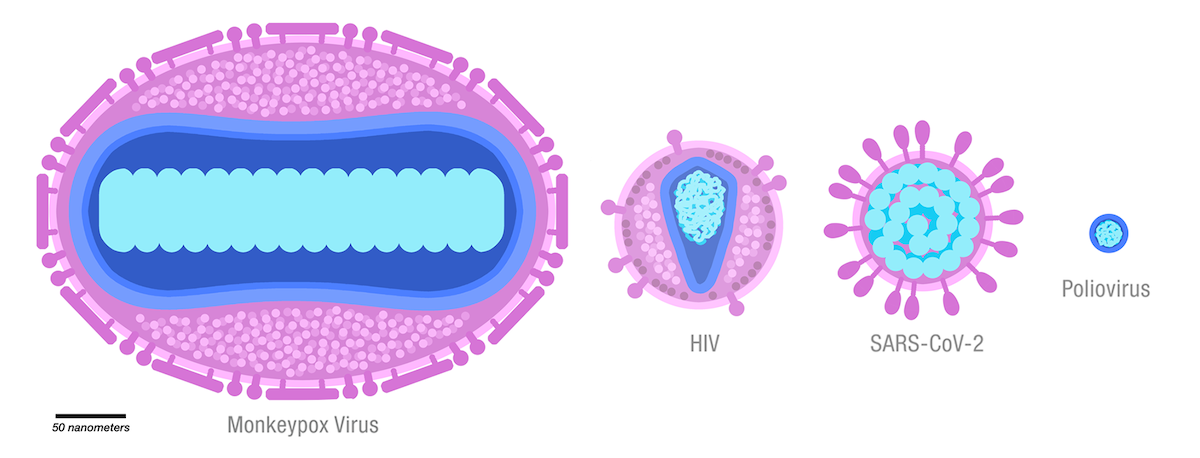
Structura și amploarea virusului variolei maimuței

Virusul este considerat endemic în regiunile cu păduri tropicale din Africa Centrală și de Vest. Pe lângă maimuțe, virusul a fost identificat la șobolanul gambian (Cricetomys gambianus⁠(d)), pârși (Graphiurus⁠(d) spp.) și la veverițele africane (Heliosciurus⁠(d) și Funisciurus⁠(d)), specii care pot fi folosite ca hrană, crescând riscul de transmitere la om.

## Transmitere
Rezervorul virusului variolei maimuței este reprezentat de mamifere mici din Africa tropicală. Transmiterea la oameni poate avea loc prin mușcături sau zgârieturi sau prin activități precum vânătoarea, jupuirea și prepararea animalelor infectate. Virusul pătrunde în organism prin piele ruptă sau mucoase, precum gura, tractul respirator sau organele genitale.
Mpox se poate transmite între oameni prin contact cu lichidele din leziuni, fie prin contact direct, fie prin contact intim, inclusiv sexual. De asemenea, se poate răspândi prin picături respiratorii emise în timpul vorbirii, tusei sau strănutului. În focarul global din 2022–2023, transmiterea de la om la om a fost predominant sexuală.
Risc mai scăzut există în cazul fomitelor (obiecte contaminate, cum ar fi hainele sau lenjeria de pat), dar măsurile de precauție sunt necesare.

## Diagnostic
Diagnosticul diferențial include boli eruptive, cum ar fi varicela, rujeola, infecțiile bacteriene ale pielii, scabia, alergiile medicamentoase și sifilisul. Diagnosticul de laborator se realizează prin teste PCR aplicate pe probe recoltate din leziunile cutanate.

## Prevenirea

### Vaccin
Vaccinul antivariolic a fost demonstrat ca fiind eficient împotriva mpox, oferind protecție pentru persoanele vaccinate anterior. Scăderea imunității la poxvirusuri este un factor ce contribuie la creșterea prevalenței mpoxului la om, în special în rândul celor nevaccinați după 1980, când vaccinările antivariolice de masă au fost întrerupte.
Începând cu august 2024, patru vaccinuri sunt disponibile pentru prevenirea mpox:
- MVA-BN (denumit Jynneos, Imvamune sau Imvanex), fabricat de Bavarian Nordic și aprobat în Europa, SUA și Canada.[55]
- LC16 de la KMB Biologics, licențiat pentru utilizare în Japonia.[56]
- OrthopoxVac, licențiat pentru utilizare în Rusia, fabricat de Centrul de Cercetare VECTOR.[57]
- ACAM2000⁠(d), fabricat de Emergent BioSolutions, disponibil pentru utilizare în SUA, dar rar folosit împotriva mpox.[58]

### Alte măsuri
CDC recomandă ca personalul medical care tratează cazuri de mpox să folosească echipament de protecție, incluzând halat, mască, ochelari de protecție și aparat respirator N95. Pacienții cu mpox trebuie izolați într-o cameră privată pentru a preveni contactul cu alte persoane.
Persoanele care locuiesc în zone endemice ar trebui să evite contactul cu mamifere bolnave, cum ar fi rozătoarele, marsupialele și primatele neumane, și să se abțină de la consumul sau manipularea vânatului sălbatic (bush meat).
În timpul epidemiei din 2022–2023, autoritățile de sănătate publică au desfășurat campanii pentru a crește gradul de conștientizare a populației și a preveni răspândirea mpox.

## Tratament
Majoritatea cazurilor de mpox sunt ușoare și se rezolvă în 2-4 săptămâni. Deși nu există un tratament specific pentru mpox, antivirale precum tecovirimatul⁠(d) au fost aprobate pentru tratarea cazurilor severe. O analiză Cochrane din 2023 nu a identificat studii controlat randomizate finalizate privind terapiile pentru mpox, dar a găsit studii controlate nerandomizate care au evaluat siguranța terapiilor. Nu au fost observate riscuri semnificative asociate cu tecovirimatul⁠(d), însă dovezile de certitudine scăzută sugerează că brincidofovirul⁠(d) poate provoca leziuni hepatice ușoare. În cazurile de durere severă sau febră, este recomandată îngrijirea de susținere. Pacienții cu simptome ușoare trebuie să se izoleze la domiciliu, să se hidrateze, să aibă o dietă echilibrată și să își mențină sănătatea mintală.
Copiii, femeile însărcinate, vârstnicii și persoanele imunocompromise prezintă un risc mai mare de îmbolnăvire gravă. În cazul acestora, internarea și monitorizarea atentă sunt recomandate. Tratamentul simptomatic poate fi necesar pentru complicații precum proctita și pruritul.
Un studiu din Republica Democrată Congo (RDC) a constatat că tecovirimatul nu a redus durata leziunilor la pacienții cu mpox din clada I, dar rata mortalității a fost semnificativ mai mică (1,7%) comparativ cu rata mortalității obișnuite (3,6%) pentru mpox în RDC. Acest lucru sugerează că spitalizarea și îngrijirea de susținere pot îmbunătăți semnificativ rezultatele.

## Epidemiologie

O hartă a răspândirii virusului variolei maimuței mondial.
Clada endemică I
Clada endemică II
Ambele clade înregistrate
Epidemia de Clada II în 2022
Cazuri suspectate

Clada endemică I
     Clada endemică II
     Ambele clade înregistrate
     Epidemia de Clada II în 2022
     Cazuri suspectate

### Istoric
Mpox a fost identificat ca boală distinctă în 1958 în Copenhaga, în rândul maimuțelor de laborator. Primele cazuri umane documentate au fost înregistrate în 1970, în contextul campaniilor de eradicare a variolei, la copii nevaccinați din RDC, primul caz fiind un băiat de 9 luni. Între 1981 și 1986, peste 300 de cazuri umane de mpox au fost raportate în RDC, majoritatea provenind din contactul cu animale. Virusul a fost detectat la șobolanul gambian⁠(d), pârș și veverițele africane, animale utilizate frecvent ca hrană.
În Africa Centrală și de Vest, în special în RDC, cazurile au crescut începând cu anii 1980, atingând un număr de aproximativ 2.000 de cazuri anual între 2011 și 2014, posibil din cauza scăderii imunității la poxvirusuri după oprirea vaccinării antivariolice.

### Amenințări viitoare
Rezervorul natural al virusului variolei maimuței nu este complet cunoscut, dar rozătoarele mici sunt considerate candidate principale. Fără o campanie de vaccinare, focarele de mpox ar putea continua în zonele endemice și ar putea risca să se extindă în afara acestora. Virusul arată dovezi de adaptare pentru transmisibilitate crescută între oameni, infectează o varietate de specii și există posibilitatea transmiterii de la om la animal, ceea ce ar putea duce la stabilirea de noi rezervoare naturale în afara Africii sau la epidemii globale viitoare.
În urma epidemiei din 2022-2023, mpox (clada IIb) persistă la niveluri foarte scăzute în afara Africii. În noiembrie 2023, OMS a raportat o creștere a cazurilor de mpox (clada I) în RDC, înregistrând 12.569 de cazuri și 651 de decese; a fost, de asemenea, confirmată prima transmitere sexuală a cladei I. În 2024, OMS a adăugat virusul variolei maimuței pe lista „agenților patogeni prioritari” care ar putea cauza o pandemie.

## Epidemii
Această secțiune include o listă incompletă a focarelor de boală raportate în țările endemice din Africa tropicală, cum ar fi Benin, Camerun, Republica Centrafricană, RDC, Gabon, Ghana, Coasta de Fildeș, Liberia, Nigeria, Republica Congo, Sierra Leone și Sudanul de Sud. Epidemiile sunt frecvente în zonele endemice cu infrastructură sanitară deficitară și sunt rareori documentate în detaliu.
| Year       | Țară                                                                                                  | Cladă            | Cazuri umane | Decese umane | Rata cazurilor mortale | Note     |
| ---------- | --- | ---------------- | ------------ | ------------ | ---------------------- | -------- |
| 1970       | Republica Democratică Congo                                                                           | Clada I          | 5            | ?            | N/A                    |          |
| 1971       | Nigeria                                                                                               | Clada II         | 2            | ?            | N/A                    |          |
| 1981–1986  | Republica Democratică Congo                                                                           | Clada I          | 338          | ?            | N/A                    |          |
| 1995–1996  | Republica Democratică Congo                                                                           | Clada I          | >500         | ?            | N/A                    |          |
| 2001–2004  | Republica Democratică Congo                                                                           | Clada I          | 2,734        | ?            | N/A                    |          |
| 2003       | Statele Unite ale Americii                                                                            | Clada II         | 71           | 0            | 0%                     |          |
| 2015       | Republica Centrafricană                                                                               | Clada I          | 10           | 2            | 20%                    |          |
| 2017–2022  | Nigeria                                                                                               | Clada II         | 558          | 8            | 1.4%                   |          |
| 2020       | Republica Democratică Congo                                                                           | Clada I          | 4,600        | 171          | 3.7%                   |          |
| 2022–2023  | Epidemie globală                                                                                      | Clada IIb        | 93,327       | 208          | 0.2%                   |          |
| 2023–2024* | Republica Democratică Congo · Republica Congo · Uganda · Kenya · Rwanda · Burundi · Suedia · Pakistan | Clada I Clada Ib | >18,245      | >919         | ~5%                    | *în curs |

### Statele Unite ale Americii
În mai 2003, un copil din Wisconsin a prezentat febră și erupții cutanate după ce a fost mușcat de un câine de preerie cumpărat de la un târg din apropiere de Milwaukee. În total, până la 20 iunie 2003 au fost raportate 71 de cazuri de mpox. Toate au fost asociate cu șobolani gambia importați din Accra, Ghana, în aprilie 2003, de un distribuitor de animale exotice din Texas. Nu s-au înregistrat decese. Diagnosticul de mpox a fost confirmat prin microscopie electronică și studii serologice. Toți cei afectați au raportat contact direct sau apropiat cu câini de preerie, ulterior confirmați ca infectați cu virusul variolei maimuței.
În iulie 2021, un cetățean american care s-a întors din Nigeria a fost diagnosticat cu mpox (clada II). Pacientul a fost spitalizat și tratat cu tecovirimat, fiind externat după 32 de zile.

### Sudan
În 2022, un focar de mpox din clada I a fost raportat în taberele de refugiați din Sudan. Primul caz a fost înregistrat în august, iar până în septembrie au fost identificate șase cazuri în Khartoum. În octombrie, peste 100 de cazuri au fost raportate în taberele de refugiați etiopieni.

### Nigeria
Primele două cazuri de mpox uman au fost înregistrate în Nigeria în 1971. În septembrie 2017, a fost raportat un nou focar, cel mai mare al cladei II, cu 118 cazuri confirmate. Spre deosebire de focarele anterioare, infecția a afectat predominant adulți tineri de sex masculin, iar transmiterea de la om la om s-a produs cu ușurință. S-au raportat șapte decese, inclusiv la un copil și patru pacienți cu HIV/SIDA. O femeie însărcinată a suferit un avort spontan din cauza infecției.
În mai 2022, autoritățile nigeriene au raportat 558 de cazuri confirmate în 32 de state și Teritoriul capitalei federale între 2017 și 2022, cu o rată de fatalitate de 1,4%. NCDC a implementat un grup de lucru național pentru monitorizare și răspuns.

### Regatul Unit
Primul caz de mpox din Regatul Unit a fost înregistrat în septembrie 2018, la un cetățean nigerian. Al doilea caz a fost confirmat în Blackpool, iar un al treilea caz a implicat un lucrător medical care a îngrijit persoana infectată. În 2019 și 2021, au fost raportate cazuri suplimentare, toate legate de călătorii recente în Nigeria.

### Singapore
În mai 2019, Singapore a înregistrat primul caz de mpox, la un bărbat de 38 de ani sosit din Nigeria. În urma cazului, 22 de persoane au fost puse în carantină, cazul fiind corelat cu un focar din Nigeria.

### Epidemia globală din 2022–2023
O epidemie de mpox cauzată de clada IIb a început în mai 2022, primul caz fiind detectat în Londra, la un pacient cu istoric de călătorie în Nigeria. În iulie 2022, OMS a declarat focarul urgență de sănătate publică de interes internațional, statut încheiat în mai 2023 datorită progreselor în controlul bolii prin vaccinare și măsuri de sănătate publică. Din ianuarie 2024, cazurile de mpox clada IIb din afara regiunilor endemice sunt rare.

### Epidemia din Africa Centrală din 2023–2024
În 2023, un focar de mpox clada I a afectat RDC, cu 14.626 de cazuri suspecte și 654 de decese (rata mortalității de 4,5%). Epidemia a continuat în 2024, cu 3.576 de cazuri suspecte și 265 de decese raportate în RDC în primele nouă săptămâni ale anului, rata de fatalitate fiind de 7,4%.
Transmiterea pare să aibă loc în principal prin contact sexual și familial apropiat, cu cazuri raportate în zone fără istoric de mpox, precum Provincia Sud-Kivu și Kinshasa. Copiii au fost cei mai afectați, reprezentând 64% din cazuri și 85% din decese. Focarul implică două subvariante ale cladei I, una dintre acestea prezentând o mutație care face testarea standard mai puțin eficientă.
Epidemia s-a extins în Republica Congo, cu 43 de cazuri raportate în martie 2024. Până în august 2024, cazuri de clade I și II au fost raportate în Burundi, Rwanda, Uganda, Kenya, Coasta de Fildeș și Africa de Sud. La 14 august 2024, OMS a declarat epidemia urgență globală de sănătate. În ziua următoare, Suedia a raportat primul caz de mpox clada I din afara Africii.